# Spilogona solitariana
Spilogona solitariana är en tvåvingeart som först beskrevs av Collin 1921.  Spilogona solitariana ingår i släktet Spilogona och familjen husflugor. Inga underarter finns listade i Catalogue of Life.